# Mfecane
Lo Mfecane fu un periodo di disordini politici e migrazioni forzate che sconvolse l'Africa meridionale nei primi decenni del XIX secolo, ovvero durante l'ascesa della nazione Zulu del re Shaka. Si ritiene che il termine Mfecane derivi dalla parola zulu per "schiacciare". Lo stesso periodo viene ricordato in lingua sesotho con i nomi equivalenti di Difaqane o Lifaqane.

## Cause
La principale causa dello Mfecane veniva identificata nell'espansione militare della nazione zulu del re Shaka. A sua volta, la politica di Shaka può essere spiegata in funzione di diversi elementi del contesto storico. Un elemento probabilmente centrale fu l'introduzione del mais, portato dai Portoghesi in Mozambico. Questo tipo di coltivazione, più produttiva rispetto a quelle tradizionali dell'area, sostenne l'aumento demografico del popolo zulu. Allo stesso tempo il mais richiedeva meno manodopera (consentendo a Shaka di mobilitare una buona parte della popolazione nel suo esercito), ma richiedeva una quantità maggiore di acqua. Nei primi anni del XIX secolo iniziò un periodo di siccità che spinse gli Zulu a cercare di acquisire nuova terra e nuove fonti d'acqua a spese dei popoli vicini.
Prima degli Zulu, comunque, altri popoli dell'area furono coinvolti in violenti scontri. Nel 1817 gli Mtetwa di Dingiswayo si allearono con gli Tsonga, che controllavano le vie commerciali verso Delagoa Bay (oggi Maputo). Questa alleanza intralciava i traffici commerciali degli Ndwandwe. Le battaglie fra gli Ndwandwe e Dingiswayo furono probabilmente i primi eventi bellici dello Mfecane. La guerra fra Ndwandwe e Mtetwa portò alla sconfitta di questi ultimi e alla morte di Dingiswayo. Per opporsi all'offensiva degli Ndwandwe, gli Mtetwa si allearono con gli Zulu sotto la guida di Shaka.
La battaglia di Gqokli Hill segnò la prima vittoria degli Zulu contro gli Ndwandwe, e l'inizio dell'espansione degli Zulu. Le modalità con cui gli Zulu sottomettevano i loro nemici possono aver influito sul dilagare del fenomeno del Mfecane. Pare infatti che quando un villaggio veniva conquistato, gli Zulu consentissero solo alle donne e ai bambini di rimanere; i guerrieri erano uccisi o si davano alla fuga. I profughi tendevano poi a imitare la tattica zulu, applicandola nei confronti dei popoli di cui invadevano il territorio.

### La tesi di Cobbing
Nel 1988, lo storico Julian Cobbing della Rhodes University propose una nuova teoria sulle origini dello Mfecane, sostenendo che l'interpretazione tradizionale del fenomeno come conflitto interno fra diverse etnie e tribù africane fosse stata costruita ad arte dagli storici afrikaner dell'epoca dell'apartheid. Secondo Cobbing, una concausa rilevante dello Mfecane sarebbe stato l'intensificarsi del fenomeno della tratta degli schiavi da parte degli Europei, e in particolare da parte dei Portoghesi in Mozambico. La tesi di Cobbing è controversa, in particolare al riguardo il riferimento è Roger B. Beck, il quale ha pubblicato una confutazione nel suo "Slavery in South Africa: Captive Labor on the Dutch Frontier", basata in parte su una mole di articoli scritti da altri storici in cui sono prodotte evidenze e dati in antitesi con la tesi di Cobbing.

## Conseguenze
Lo Mfecane ebbe notevoli conseguenze sulla geografia politica e demografica dell'Africa meridionale. Interi popoli si spostarono dalle loro terre natie come profughi, in alcuni casi aggredendo le popolazioni dei luoghi verso cui si spostavano. La conseguente reazione a catena portò fame e miseria in gran parte dell'Africa sudorientale. Nello stesso periodo nacquero nuove etnie, per esempio in seguito al contatto fra popoli precedentemente distinti. La stessa nascita del regno del Lesotho fu causata, indirettamente, dallo Mfecane.
Segnatamente:
- nell'area corrispondente al moderno Sudafrica nordorientale, i profughi furono quasi ovunque accolti dalle popolazioni locali xhosa. Diversi gruppi etnici moderni presenti nell'area xhosa sono i discendenti di quei profughi; un esempio sono i Mfengu;
- i clan Nguni dell'area dei monti Drakensberg si coalizzarono arroccandosi all'interno delle valli, costruendo un sistema di fortezze montane per proteggersi dagli invasori. Questo gruppo di clan fu poi unificato da Moshoeshoe I, dando luogo al regno del Lesotho;
- sui monti Drakensberg si ritirarono anche gli Ngwane, che in questo periodo presero il nome di Swazi, andando a colonizzare l'area dell'odierno Swaziland;
- uno dei generali Ndwandwe sconfitti da Shaka nella battaglia di Mhlatuze River (1819), Soshangane, si ritirò verso il Mozambico, aggredendo a sua volta gli Tsonga della zona. I profughi Tsonga, a loro volta, fuggirono sui monti Lebombo, nel Transvaal settentrionale;
- un altro comandante Ndwandwe, Zwangendaba, fuggì a nord e fondò uno stato di etnia ngoni fra i laghi Malawi e Tanganica;
- un generale zulu di nome Mzilikazi si separò da Shaka e fondò un regno di etnia Ndebele nell'area del Transvaal. Le successive pressioni da parte dei boeri dell'epoca del Grande Trek costrinsero Mzilikazi a spostarsi oltre il fiume Limpopo, nell'area oggi nota come Matabeleland (Zimbabwe meridionale).